# 名張牛汁
名張牛汁（なばりぎゅうじる）は、伊賀牛を使った和風醤油だし仕立ての汁物料理。三重県伊賀地方の精肉店で賄い料理として食されてきた吸い物を元に開発された名張市のご当地グルメである。
2011年（平成23年）に発足した名張牛汁協会では、日本各地のイベントに出展することで牛汁を通して名張市の宣伝に努めている。

## 特徴
名張牛汁が登場した当初は、すまし汁、肉うどんのうどん無しのような食べ物という紹介がなされた。実際に名張牛汁の仕掛け人は店のメニューに名張牛汁を加えてもらう際に「肉うどんのうどんなしの要領で」と頼んでいる。名張牛汁協会は、名張牛汁の定義として次の5つの条件を満たすことを求めている。
1. 肉は伊賀牛を使用すること
2. 和風醤油出汁を基本とし、伊賀牛とネギを使うこと
3. 具材はなるべく地元産を使うこと
4. 商品名を『名張 牛汁』とすること
5. 店頭に（牛汁の）のれんを掲げること

以上の条件を満たせば基本的には自由にアレンジすることができ、販売店舗では、だしをカレー味にする、具材を豊富にする、セットメニューを工夫する、伊賀の酒を加える、焼きおにぎりをトッピングするなどして個性を出している。伊賀牛を用いることという条件であるが、使用する肉の部位は指定されていないため、「賄い料理」であった歴史を踏まえて日によって違う部位を使う店舗もある。店による味の差はあるが、おおむねさっぱりとしている。
牛汁単品で提供する店舗では1杯300円台からの低価格で提供する。セットメニューとして提供する店舗では「牛汁定食」や「牛汁御膳」などの名前を用い、味噌田楽や五穀米をセットにすることで健康志向の女性から支持を得ている店舗もある。名張牛汁という名称であるが、提供店舗は名張市だけでなく、隣接する伊賀市にもある。2017年（平成29年）10月現在、名張牛汁を提供する店舗は約20軒ある。

## 歴史

### 牛汁の誕生（2008-2010）
名張市を代表する食材と言えば伊賀牛であるが、同じ三重県の銘柄牛の松阪牛と比べれば低価格であるとはいえ、ステーキやすき焼きといった既存の伊賀牛料理は決して気軽に食べられる価格ではなく、伊賀牛の知名度も今ひとつであった。そこで伊賀牛を観光客へ売り出すご当地グルメにできないかと名張市観光協会の事務局長だった人物が、2008年（平成20年）より畜産業者3社と共同で商品開発に乗り出した。牛丼や牛肉コロッケなどさまざまな商品を試した中で、名張商工会議所青年部のメンバーの1人が「祖母が伊賀牛のくず肉ですまし汁を作ってくれた」と話したことをきっかけに、牛汁にたどり着いた。牛汁は伊賀地方の精肉店で賄い料理として食べられてきたすまし汁をもとに名張商工会議所青年部が「あっさりと食べやすい味にこだわって」開発し、2008年（平成20年）に商品として完成した。青年部のメンバーは完成した牛汁を携え、三重県内外のイベントで積極的に販売したものの、知名度不足から多くても数十杯しか売れず、汁の中におにぎりを投入してボリューム感を増すなど改良を重ねる日々がしばらく続いた。
牛汁を店舗のメニューに加えてもらうにあたり、景勝地である赤目四十八滝周辺の事業者の多くがうどんを取り扱っていることに注目し、「肉うどんのうどんなしの要領で」と依頼することで業者に新メニューの負担感を軽減する作戦が採られた。こうして名張牛汁は伊賀牛を使いながらも安価であり、名張市の観光事業者の間で期待の一品として登場した。2009年（平成21年）4月28日より赤目四十八滝周辺の旅館や飲食店7事業者が赤いのれんを店頭に掲げて提供を開始した。千手滝の前の店舗が単品で提供するほかは、「牛汁定食」や「牛汁御膳」の名前でセットメニューとして売り出した。赤目四十八滝周辺のみでの提供から始まったが、当初から将来的な名張市全域での提供を目標としていた。一方、名張牛汁の宣伝活動はあえて名張市内では行わず、地域外での宣伝に注力し、結果的に成功することとなる。
2010年（平成22年）4月4日、四日市市諏訪栄町のグリーンモール商店街で開かれた第2回三重県ご当地グルメ大会に出場し、独自のマイクパフォーマンスで客の関心を惹いたが、出場した四日市とんてき、亀山みそ焼きうどん、津ぎょうざの中で最下位に終わった。同年11月7日には名張商工会議所青年部が第3回三重県ご当地グルメ大会を名張に誘致し、名張市上本町のサンロードで開催、焼きおにぎりを加えるという工夫をほどこして前回の雪辱を果たし優勝した。この大会には前回の出場料理に加え熊野さんま寿司も出場した。この年には提供店舗が10店に増え、赤目四十八滝周辺以外にも広がった。

### B-1グランプリへの挑戦（2011-2014）

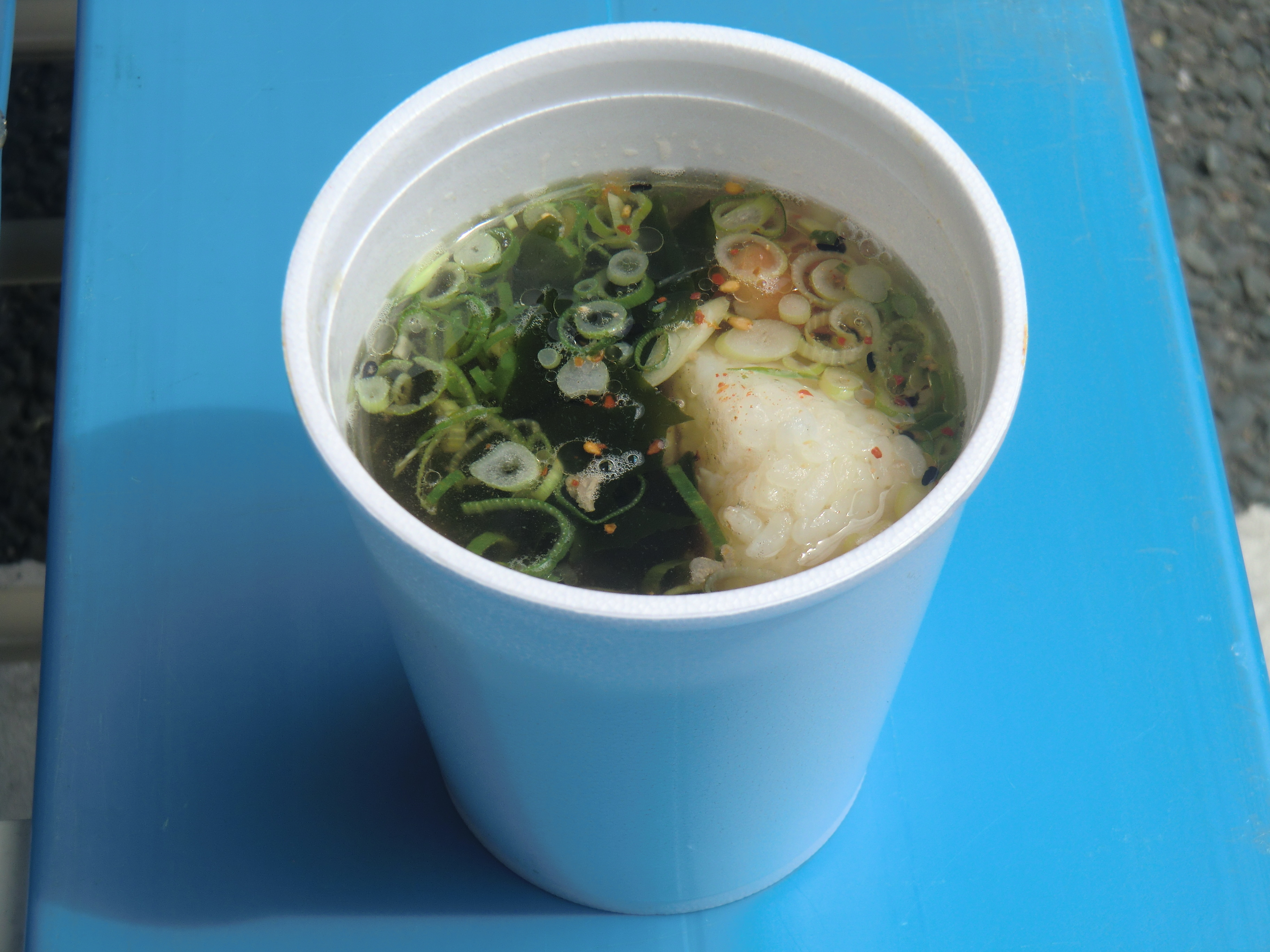
2011中日本・東海B-1グランプリin豊川で販売された名張牛汁
（焼きおにぎりが入っている。）

2011年（平成23年）、名張商工会議所青年部と名張市観光協会、名張市の3団体30人で隠牛汁協会（なばりぎゅうじるきょうかい）を立ち上げた。同時にB級ご当地グルメでまちおこし団体連絡協議会（愛Bリーグ）に準会員（支部会員）として参加した。協会では東日本大震災で被災した宮城県塩竈市へ赴き、5月17日に桂島、野々島、塩竈市公民館で牛汁と伊賀牛コロッケを作り、かた焼きなどの名張市の製菓業者が製造した菓子類を被災者に提供する炊き出しボランティアを行った。
また同年9月の「2011中日本・東海B-1グランプリin豊川」への出場が決まると、協会は7月7日に名張市武道交流館で勉強会を開いてより美味な牛汁作りに挑んだ。その結果、みそ味の焼きおにぎりと細かく切ったトマト、コラーゲンゼリーが会員の高評価を得た。こうした努力もあり、中日本・東海B-1グランプリでは4位に入賞し、更に1位から3位も三重県の団体が占めるという成果を収めた。このグランプリでの4位入賞は牛汁協会構成員の士気を高めることとなり、12月21日に名張市が発表した「今年の十大ニュース」に選ばれた。
2012年（平成24年）5月29日には愛Bリーグから正会員（本部会員）への昇格通知が届き、北九州市で開かれる同年のB-1グランプリへの出場資格を得た。この頃から協会名が隠牛汁協会から名張牛汁協会に、料理名が伊賀牛牛汁から名張牛汁に変わっている。同年10月20日から21日にかけてB-1グランプリで名張牛汁を販売し、日本各地のご当地グルメ団体との交流を深めた。また同月23日から11月5日までの期間限定で名張牛汁が東海・北陸地方のサークルKサンクスで販売された。それでもまだ名張市民の中には牛汁を知らない人も多く、牛汁の仕掛け人は市民への普及、将来的には家庭料理として作ってもらえるようになることを目指した。
2013年（平成25年）11月10日、豊川市で開かれたB-1グランプリに出場、名張牛汁は前回のB-1グランプリでは最大でも10分待ちだった行列が最大1時間待ちとなり、午後2時に完売するという快挙を成し遂げた。12月には三重県内外からご当地グルメ団体を誘致してさまざまなご当地グルメが楽しめる祭典「圏際・食彩・文化祭 ご当地グルメでまちおこしin名張」を企画・実行した。2014年（平成26年）のB-1グランプリ郡山大会にも出場、3年連続でB-1グランプリに出場を果たした。

### 降格、活動見直し（2015-）
順調な活動を続けてきた名張牛汁協会であったが、2015年（平成27年）に愛Bリーグから「まちおこしの取り組みが不十分」との判定を下され準会員に降格した。具体的には、協会の活動が物販イベントへの参加が大半を占め、地域への普及活動や学校教育との連動といった愛BリーグやB-1グランプリの本来の趣旨である「まちおこし活動」が他の愛Bリーグ加盟団体と比べて十分でないというものであった。これにより十和田市で開催される同年のB-1グランプリへの出場権を失うこととなったが、名張牛汁協会は愛Bリーグへの異議申し立ては行わず、活動の方向性を1年かけて模索することにした。
まちおこし活動の第1弾として取り組んだのが、三重県立名張高等学校との連携であった。まず協会理事が2015年（平成27年）12月14日に名張高校を訪問して高校生の前でこれまでの活動や思いを語り、総合学科生活デザイン系列の生徒に新しい牛汁のレシピを募った。名張高校では校内選考を行い、通過した3点をコンテストに出品、2016年（平成28年）2月27日に名張産業振興センターアスピアで開かれた「なばり旅コンテスト」で来場者の審査を経て、チーズでご飯をロールキャベツのように巻いてコンソメ味のスープに仕立てた「洋の牛汁」が優勝した。洋の牛汁は同年4月9日の「名張桜まつり」で限定200食が販売された。また伊勢志摩サミットを契機とした「伊賀の國国際交流お国自慢大会」（5月22日）が伊賀市で開かれた際には、名張高校の生徒が牛汁を販売する活動が行われた。
以上のような地域振興活動が評価され、名張牛汁協会は1年ぶりに正会員の資格を回復し、東京臨海副都心で開催の2016年B-1グランプリに出場した。この大会への参加を前に、牛汁協会は「順位に関係なく、1人でも多くの人に名張を知ってもらえるように」と抱負を語った。2017年（平成29年）10月から11月にかけて名張市郷土資料館にて「ソウルフード展」が開かれ、牛汁ののぼりや「肉人」（にくんちゅ）と書かれた公式Tシャツなどの実物展示と牛汁のレシピや協会の活動の紹介が行われた。展示だけでなく11月25日には実際に牛汁の販売も行われる予定である。

## 名張牛汁協会
名張牛汁協会（なばりぎゅうじるきょうかい）は、2011年（平成23年）に名張商工会議所、名張市観光協会、名張市役所が協力して設立した、名張牛汁を通して名張市をPRする組織である。協会事務局は名張市南町にある名張産業振興センターアスピアの1階、名張市観光協会内に置いている。
発足当初は「隠牛汁協会」（読みは同じ）の表記を用いていたが、2012年（平成24年）より現行表記となっている。牛汁の開発経緯より、名張商工会議所青年部のメンバーが多く参加している。協会がイベントなどの際に使用する公式グッズには屋台、幕、のぼり、帽子、Tシャツなどがある。Tシャツなどには「肉人」（にくんちゅ）の文字が入っている。